# Tetratheca nuda
Tetratheca nuda är en tvåhjärtbladig växtart som beskrevs av John Lindley. Tetratheca nuda ingår i släktet Tetratheca och familjen Elaeocarpaceae. Inga underarter finns listade i Catalogue of Life.